# Philippe Millot (graphiste)
 (janvier 2023).
Pour les articles homonymes, voir Philippe Millot (homonymie).
Philippe Millot est un designer graphique, né en 1968 à Kampala en Ouganda, enseignant à l'École nationale supérieure des arts décoratifs de Paris.

## Biographie

### Formation
Après des études à l'École nationale supérieure d'art de Nancy, Philippe Millot est l'élève de Peter Keller, Rudi Meyer et Jean Widmer à l'École nationale supérieure des arts décoratifs de Paris. Il intégrera ensuite les cours de l'Atelier national de recherche typographique (ANRT).

### Parcours professionnel
À la sortie de l'ANRT, il est appelé par Alain Snyers pour enseigner la typographie à l'École supérieure d'art et de design d'Amiens. Il commence son activité de designer graphique indépendant en 1992 et l'un de ses premiers commanditaires est Radio France, pour lequel il réalise catalogue, affiches et identité visuelle de 1992 à 2000. De 2000 à 2006, il participe à l'ANRT. Depuis 2000, il est membre de l'Alliance graphique internationale et signe ses créations « SPMillot ».
Dès 1999, il devient enseignant à l'École nationale supérieure des arts décoratifs de Paris au sein du département design graphique et multimédia.
En 2009, Philippe Millot effectue une résidence d'un an à la villa Médicis à Rome,.
En 2012, le Centre national des arts plastiques acquiert un ensemble de 93 objets (ouvrages finaux et maquettes) produits par Philippe Millot,.

#### Les éditions Cent pages
La rencontre de Philippe Millot et d'Olivier Gadet, directeur des Éditions Cent Pages, a eu lieu au sein de l'Association pour la diffusion de la pensée française pour laquelle ils ont conçu une série bibliographique destinée aux instituts français à l'étranger, puis Philippe Millot conçoit l'intégralité des ouvrages publiés aux Éditions Cent Pages depuis 2002, lorsqu'il a fallu refaire le catalogue entier après l'incendie de l'entrepôt de son distributeur Les Belles Lettres.

### Caractère et style
Philippe Millot affirme dans l'entretien publié dans la Typographie du livre français que son travail est fortement influencé par les graphistes français des clubs de livres des années 1950-1970 (Pierre Faucheux, Robert Massin, Jacques Daniel, Jacques Darche ou Jeanine Fricker…)

## Principaux commanditaires
- Radio France (1993-2000)
- L'Association pour la diffusion de la pensée française (ADPF)
- Maison de Victor Hugo
- Musée d'art moderne et contemporain de Strasbourg
- Les Catacombes de Paris
- Le Moniteur
- Centre national d'art et de culture Georges-Pompidou (2007)
- Les Éditions Cent Pages

## Publications

### Ouvrage
- Catherine de Smet, « Dessiner des livres », in Pour une critique du design graphique, éditions B42, 2012

### Revue
- Philippe Millot, Relire et relié, Marielouise, Paris, F7, 2006
- Colin Caradec, « Préposé aux chevaux vapeur », The Shelf journal no 1, 2012
- Catherine de Smet, « Ce que disent les livres », Étapes magazine, 2004

### Internet
- Ich&Kar, Pif, SpMillot, Conversations, vol.1, Minimix, 2003
- Salutpublic, « Tranché » sur le blog 2 ou 3 choses que je sais d'elle, 2011
- Salutpublic, « L'Érudit et le Dessinateur » sur le blog 2 ou 3 choses que je sais d'elle, 2011

## Expositions
- 2006 : La Force de l'art, Grand Palais, Paris.
- 2007-2010 : Ping Pong, Échange visuel, André Baldinger, Philippe Millot, École régionale des Beaux-Arts de Besançon, Galerie de l’Espanade de l’École Supérieure d’Art de Metz, Galerie hkb, Bern (Suisse).
- 2012 : Rouges-gorges et Cosaques, galerie Standard, Rennes.
- 2014 : L'Essai, “Essayer encore, rater encore, rater mieux”, Made in Town, Paris[9]

## Récompenses
- Ist International Typographic Awards, certificate of excellence, 1996, Londres[10]
- Concours des plus beaux livres français, lauréat en 2007, 2008, Paris[11]
- Concours des plus beaux livres du monde, médaille de bronze, 2007, 2008, Leipzig[11]
- Prix de La Nuit du livre, 2008, Paris[12]
- Club des directeurs artistiques, 1er prix hors média, 2001, 2008, Paris[13]